# Ingénierie de formation
On entend par Ingénierie de formation un ensemble de démarches méthodiques et cohérentes qui sont mises en œuvre dans la conception d'actions ou de dispositifs de formation visant une même finalité. Elle s'inscrit dans un champ de contraintes individuelles, collectives et organisationnelles.
L'ingénierie de formation s'intéresse particulièrement à l'articulation d'artéfacts de formation visant à provoquer ou favoriser des apprentissages pour répondre à une demande spécifique.
Plus explicitement, l'ingénierie de formation comprend les méthodes et pratiques de l'analyse de la demande et des besoins de formation ; la conception d'un projet de formation ; la définition des méthodes et moyens à mettre en œuvre ; la coordination et le suivi de la formation ; l'évaluation de la formation ainsi que les modes de validation envisagés. Il s'agit donc d'une démarche d'intervention s'inscrivant dans un processus itératif.
Introduit dans les années 1960, le concept d’ingénierie de formation a évolué pour répondre à des besoins variés, bien que certaines critiques aient dénoncé une possible dérive technocratique. Aujourd’hui fréquemment utilisé, le concept d'ingénierie de formation peut être éclairé par son étymologie. Il s’inspire notamment du mot latin ingenium, qui renvoie au fait de relier savoir, action et contexte.
L'ingénierie de formation est à distinguer de l'ingénierie pédagogique qui renvoie aux pratiques de formation et d'enseignement, ou de l'ingénierie de la professionnalisation qui repose sur l'alternance de situations d'apprentissages formelles ou informelles. Elle se distingue également par son ambition de favoriser l’autonomie des apprenant-e-s, en les préparant à faire des choix responsables dans des contextes variés.
La création de dispositifs de formation issus d'une démarche d'ingénierie reflète une double posture professionnelle des ingénieurs de formation. D’un côté, la posture heuristique, axée sur la conception de solutions adaptées à des situations complexes, et de l’autre, la posture algorithmique, orientée vers l’application de méthodes éprouvées.